# Rolando Fonseca
Rolando Fonseca Jímenez (ur. 6 czerwca 1974 w San José) – kostarykański piłkarz grający na pozycji napastnika.

## Kariera
Nosi przydomek El Principito. W czasie swojej kariery Fonseca występował w gwatemalskim klubie Comunicaciones, kolumbijskich: Independiente Medellín i América Cali, meksykańskich: CF Pachuca i CF La Piedad i kostarykańskich: Deportivo Saprissa, LD Alajuelense i Municipal Liberia.
W Kostaryce rozegrał łącznie 271 meczów, strzelił ponad 100 goli dla dwóch klubów: Saprissy i Alajuelense. W barwach Deportivo Saprissa zadebiutował 1 czerwca 1991 w meczu przeciwko ASODELI. Swojego pierwszego gola strzelił 28 sierpnia w spotkaniu z drużyną AD San Carlos. W sezonie 1993/1994, 1994/1995 został Mistrzem Kostaryki wraz z Saprissą. Ten tytuł zdobył także 4 razy w Alajuelense (1996/1997, 2001/2002, 2002/2003, 2004/2005). Z ekipą Deportivo wygrał także Ligę Mistrzów CONCACAF w 1993 i 1995 r. Z drużyną Alajuelense powtórzył to osiągnięcie w roku 2004.
Od roku 1992 Fonseca występuje w reprezentacji Kostaryki. W barwach narodowych wystąpił w ponad stu spotkaniach, strzelił 47 bramek. Z 47 golami na koncie jest rekordzistą swojego kraju. Swoją 47 bramkę w reprezentacji zdobył w meczu z Chile. Fonseca wystąpił w dwóch spotkaniach na Mundialu 2002. Zdobywając 19 bramek jest najlepszym strzelcem wszech czasów Pucharu Narodów UNCAF. W 1999 roku został wybrany najlepszym piłkarzem turnieju. Strzelił wówczas 5 goli.
Po dwóch ostatnich sezonach w Alajuelense i meczach w reprezentacji otrzymywał wiele propozycji od klubów z Chin, Chile, Turcji, a także MLS. Jednak ostatecznie wybrał grę w ojczyźnie w Municipal Liberia.
Municipal Liberia opuścił na kilka dni przed zakończeniem Apertury. Spowodowane to było różnicą zdań z ówczesnym współwłaścicielem klubu Mario Sotelą. Mówiono o tym, że Fonseca miał wrócić do Alajuelense, ale te pogłoski odrzucono po kilku dniach. Zaczął rozmawiać z właścicielem Brujas F.C. Jednak pod koniec dnia postanowił powrócić do Comunicaciones z Gwatemali.